# ريشية (المحويت)

تعديل مصدري - تعديل

ريشية هي إحدى قرى عزلة عنبر بمديرية المحويت التابعة لمحافظة المحويت، بلغ تعداد سكانها 143 نسمة حسب تعداد اليمن لعام 2004.